# ヨハンネス・ユーバーシャール
ヨハンネス・ユーバーシャール（Johannes Ueberschaar、1885年3月4日 - 1965年1月21日）は、ドイツの日本研究者で、ドイツ語教育者。日本においては主に甲南大学教授としてドイツ語教育に尽した。

## 生涯
ザクセン州マイセンに生まれる。
1906年からライプツィヒ大学で教授のカール・ゴットハルト・ランプレヒトに学んで学位請求論文（「「日本における天皇の憲法上の地位－憲法史的見取図」）脱稿の後、1911年（明治44年）7月、大阪高等医学校（現在の大阪大学大学院医学系研究科・医学部の前身）のドイツ語及びラテン語の教師として来日した。この来日は、同校教授の佐多愛彦が外国語教育の強化のために、ランプレヒトに推薦を依頼した結果だった。論文による哲学博士号は来日後の1913年にライプツィヒ大学より授与された。
しかし、1914年（大正3年）、第一次世界大戦の勃発に際し、ドイツ帝国の租借地だった中国・青島の防衛のため志願して応召した。軍での階級は予備陸軍中尉で、第3海兵大隊参謀本部通訳が職務だった。青島要塞の開城交渉では膠州湾租借地総督のアルフレート・マイヤー＝ヴァルデックの通訳を務めている。
捕虜（日独戦ドイツ兵捕虜）となったユーバーシャールは、東京俘虜収容所（浅草本願寺）、続いて習志野俘虜収容所に収容された。日本への移送から収容所内までも通訳を引き受け、日独双方の意志疎通と融和に努める一方、捕虜仲間の学習会ではしばしば教壇に立ち、日本文化を講じている。1917年（大正6年）10月31日には収容所内で、「宗教改革400年記念の夕べ」を催し、「1517年から1917年のドイツ人」と題して講演を行っている。1918年3月に収容所統合により久留米俘虜収容所から移送された捕虜の中に、ユーバーシャールと同じ予備陸軍中尉・参謀本部通訳のフリードリヒ・ハックがおり、捕虜の解放が近づいた1919年12月23日付の新聞には、ユーバーシャールとハックが「習志野大学教授と呼ばるる」という見出しとともに並んで納まった写真つきで二人にインタビューした記事が掲載された。
大戦終結後も日本に留まり、1919年（大正8年）から1930年（昭和5年）まで、大阪医科大学（1915年に大阪高等医学校を改称）でドイツ語を教える。また、1924年9月からは、前年発足したばかりの甲南高等学校でドイツ語非常勤講師となる。こうした教職のほか、1926年にはスンダ列島、1927年には台湾に旅行して民俗学の調査もおこない、台湾から戻った後には佐多愛彦に同行して7か月にわたって欧米を旅行した。
1930年代になって、日独交流の一環としてドイツの大学での日本関連講座開設が、主に日本側からの働きかけによってなされ、その一環として日本学科が開設されることになった母校のライプツィヒ大学に、1932年4月にユーバーシャールは戻った。ライプツィヒ大学での肩書きをユーバーシャール自身や甲南大学の追悼論文集は「日本学教授」としているが、大学側に残る記録では「哲学部言語・歴史学科日本学の予定准教授」であると出口晶子は記している。甲南大学の追悼論文集では「日本文化研究所を設立して初代所長になった」とある。ドイツではユーバーシャール帰国翌年にナチスが政権の座に就く。ユーバーシャールはにナチス党籍があったものの、次第にナチスとは対立するようになる。最終的に、ナチス政権から虚偽の嫌疑をかけられて大学を追われ、1937年（昭和12年）に日本に戻り、以後死去までドイツの地を踏むことはなかった。
日本に戻ってからのユーバーシャールは、天理外国語学校、甲南高等学校を経て、第二次大戦後は甲南大学教授として日本におけるドイツ語教育に尽した。その一方、ドイツへ向けた日本文化の紹介、特に松尾芭蕉の俳句をドイツ語訳することに大きな業績を残している。1965年（昭和40年）、神戸市で没。生涯独身だった。
神戸市の再度山の神戸市立外国人墓地に墓がある。